# Коррекция перспективы
Контро́ль перспекти́вы, или корре́кция перспекти́вы, — специальные приёмы фотосъёмки, фотопечати или обработки в графических редакторах с целью устранения на снимке перспективного схождения линий, параллельных в реальности. Чаще всего коррекция перспективы относится к устранению «завала» при архитектурной и интерьерной съёмке широкоугольными объективами. Реже подразумевается устранение схождения горизонтальных линий.

## Подвижки фотоаппарата
Для наиболее эффективной коррекции перспективных искажений используются подвижки фотоаппарата, то есть возможность взаимного перемещения и наклона объектива и кассетной части, которые могут быть реализованы конструкцией самого фотоаппарата, оправы объектива или его адаптера. Наиболее приспособленными к подвижкам считаются карданные камеры с неограниченной свободой перемещения объективной и кассетной частей. Большинство других типов фотоаппаратов прямого визирования (например дорожные и пресс-камеры) также обладают возможностями подвижек, в той или иной степени ограниченных. Например, советские дорожные камеры типа «ФКД» допускали возможность сдвига только для объективной доски и уклона только для кассетной части. Малоформатные и большинство среднеформатных фотоаппаратов обладают жёстким корпусом и подвижки на них доступны только при использовании шифт-объективов или шифт-адаптеров для крепления обычной оптики. В этих случаях подвижки кассетной части невозможны.

### Сдвиг и подъём
Наиболее распространённая разновидность подвижек (англ. Shift & Rise) реализуется сдвигом объективной или кассетной частей по вертикали и горизонтали. Самый характерный пример их использования — съёмка высотных зданий или сооружений с небольших расстояний. Без сдвига объектива приходится наклонять весь фотоаппарат, чтобы отобразить объект полностью (a). В результате происходит искажение, выражающееся в перспективном схождении вертикальных линий, зрительно воспринимаемых как параллельные. Искажение особенно заметно при съёмке с небольшого расстояния, когда приходится применять широкоугольный объектив.
Для предотвращения «завала» плоскость кадрового окна должна быть расположена строго отвесно, параллельно вертикальным линиям объекта съёмки. При этом объектив не способен охватить здание целиком, обрезая его верхнюю часть (b). Весь объект может быть снят при помощи сдвига объектива вверх относительно кадрового окна, или кассетной части вниз относительно объектива. При этом обе доски сохраняют положение, строго параллельное вертикальным линиям (c). Сдвиг может быть выполнен и при помощи шифт-объектива с фотоаппаратом жёсткой конструкции. Результатом вертикальной подвижки становится параллельность вертикалей архитектурных сооружений, что соответствует нормальному зрительному восприятию. Аналогичным образом поступают при съёмке с высокой точки: в этом случае сдвиг объектива производится вниз (или кассетной части — вверх).
Боковой сдвиг объективной или кассетной частей используется в случаях, когда необходимо «заглянуть» за мешающий объект без изменения перспективного рисунка. Например, при съёмке фасада здания необходимо убрать мешающее дерево, сохранив строго фронтальный вид без схождения горизонтальных линий. В этом случае фотоаппарат сдвигается в сторону без поворота, а сдвиг объектива в противоположном направлении сохраняет горизонтальные линии параллельными. Аналогичным образом без перспективных искажений снимаются зеркальные поверхности, чтобы избежать появления на снимке отражения фотоаппарата и фотографа. Горизонтальный сдвиг применим также при панорамной съёмке.
Возможность боковых и вертикальных подвижек требует значительного запаса поля изображения объектива, которое должно превосходить по размеру диагональ используемого кадра. В противном случае при сдвиге объективной или кассетной частей в кадр попадут границы круга даваемого объективом изображения. Это удорожает оптику, предназначенную для камер, оснащённых подвижками, особенно широкоугольную.

### Уклон и поворот
Степень свободы вращения вокруг вертикальной и горизонтальной осей (англ. Tilt & Swing), с уклоном и поворотом объектива или кассетной части. Отклонение оптической оси объектива от строго перпендикулярного положения относительно кадрового окна даёт эффект, похожий на сдвиг: в этом случае плоскость кадрового окна фотоаппарата также строго параллельна объекту съёмки, а оптическая ось объектива отклоняется, меняя кадрировку. Таким образом, в поле зрения попадает весь объект, отображающийся без искажений, поскольку параллельные линии остаются параллельными фокальной плоскости. Такой же эффект достигается уклоном кассетной части фотоаппарата, расположенного наклонно, как в первом случае (a). В некоторых случаях возможно одновременное использование сдвига и уклона во взаимно перпендикулярных плоскостях, чтобы предотвратить появление слишком острых углов зданий — эффекта «носа корабля».
Однако, при таком способе коррекции перспективы неизбежно падение резкости разных частей снимка, поэтому уклон применяется, главным образом, для управления положением плоскости резко изображаемого пространства. Такая техника используется для резкого отображения предметов, расположенных на разном расстоянии без диафрагмирования объектива. Наклон оптической оси или кассетной части даёт возможность реализовать принцип Шаймпфлюга, позволяющий получать «бесконечную» глубину резкости. Отклонение оптической оси от перпендикуляра к плоскости кадрового окна смещает плоскость резкого изображения. В результате предметы, расположенные в плоскости, пересекающейся с плоскостями объективной и кассетной частей на общей прямой, отображаются резко даже при открытой диафрагме.
Часто использованию принципа Шаймпфлюга приписывают увеличение глубины резкости, что неверно. Глубина резкости зависит только от фокусного расстояния объектива, дистанции наводки и относительного отверстия, и не зависит от уклонов. В данном случае глубина резкости не увеличивается, а смещается лишь область пространства, отображаемого резко. В современной фотографии смещение зоны резкости используется для достижения творческих эффектов, основанных на избирательном отображении пространства в кадре резким или расфокусированным. Наиболее известный эффект, получаемый за счёт уклона, даёт «игрушечный» вид ландшафта из-за иллюзии малой глубины резкости, получаемой наклоном объектива. Зрительно такой снимок похож на результат макросъёмки, поскольку имитируется небольшая глубина резкости, характерная для съёмки мелких предметов с небольших расстояний.

## Альтернативы
Перспективные искажения можно свести к минимуму съёмкой с больших расстояний длиннофокусной оптикой. При недостатке пространства сдвиг оптической оси объектива может быть заменён последующим кадрированием изображения, снятого сверхширокоугольным объективом без наклона фотоаппарата. Другой способ заключается в исправлении перспективных искажений обработкой снимка в графическом редакторе на компьютере. К недостаткам первого метода относится использование сравнительно небольшой части площади матрицы или плёнки, снижающее качество снимка. Второй метод также связан с потерей разрешающей способности из-за необходимости интерполяции частей снимка. Цифровое редактирование чаще всего приводит к характерному искажению пропорций объекта съёмки, который выглядит на снимке ниже, потому что перспективное сокращение компенсируется только в поперечном направлении. Кроме того, необходимо дополнительное кадрирование снимка, принимающего вместо прямоугольной трапецеидальную форму.

## Коррекция при фотопечати
Коррекция перспективы возможна при оптической фотопечати с негативов в фотолаборатории. Для этого обычно лист фотобумаги располагают под углом к плёнке с тем расчётом, чтобы устранить перспективное схождение на отпечатке за счёт изменения масштаба его частей, расположенных на разном расстоянии. При этом для сохранения резкости по полю кадра следует наклонять не только фотобумагу, но и негатив. А если это невозможно, то диафрагмировать объектив фотоувеличителя.
Профессиональные фотоувеличители допускают уклоны объектива и негативной рамки, аналогичные форматным камерам. Это позволяет, используя принцип Шаймпфлюга, получать резкие отпечатки с исправленной перспективой.